# Suzanne Muir
Pour les articles homonymes, voir Muir.
Suzanne Patricia Muir, née le 6 juillet 1970 à Brockville (Ontario), est une joueuse canadienne de soccer évoluant au poste de défenseur.

## Carrière
Suzanne Muir compte 31 sélections et deux buts en équipe du Canada entre 1995 et 1999. Elle reçoit sa première sélection le 11 avril 1995, contre la France en match amical (défaite 0-1). Elle participe à la Coupe du monde 1995 organisée en Chine.
Elle remporte le Championnat féminin de la CONCACAF 1998, et fait ensuite partie du groupe canadien participant à la Coupe du monde 1999 organisée aux États-Unis, mais ne joue aucun match. Elle obtient sa dernière sélection sous le maillot canadien le 9 juin 1999, en match amical contre l'Australie (défaite 1-3). 